# Repasovaný počítač
Repasované počítače (anglicky factory refurbished computers) jsou počítače opravené, po profesionální kontrole, znovu uvedené do provozu odborníkem nebo přímo výrobcem, a není tedy potřeba se obávat nefunkčnosti či nejasného původu. Jejich výhodou je především nižší cena. Podle odhadu studie firmy Gartner tvoří asi 10 % prodeje všech počítačů na světě stroje repasované.
Takové počítače mohly například být prvotně pod leasingem ve velkých firmách, po skončení pronájmu vráceny výrobci a po kontrole dány zpět na trh s použitým zbožím k opětovnému prodeji se zárukou obvykle od 3 měsíců až po 2 roky.
Jako repasované se někdy prodávají i počítače nové, které nebyly včas prodané, nebo byly dlouhodobě vystavované v obchodech, u nás jsou tyto počítače označovány jako počítače z výstav, což je nejspíše nepovedený překlad anglického termínu Ex-Demonstration. Naopak bazarový počítač či použitá technika může být bazarem prodáván ve stavu, jak byl koupen od předchozího majitele, tedy bez technické revize, a nepovažuje se za repasovaný.
Repasovaný počítač může mít některé komponenty, jako jsou DVD mechaniky, pevné disky, zdroje či větráky vyměněny za nové. Na ty bývá poskytována plná dvouletá záruka, někteří nabízejí dokonce i záruku delší, než na nových zařízeních. Prodejce repasovaného počítače testuje obvykle spolehlivost a všechny komponenty před jeho prodejem. Na českém trhu existují firmy, které se na repasované počítače specializují. Většinou pak nabízejí počítače jedné značky. Pokud je repasovaný počítač přímo značkový, dá se očekávat vyšší kvalita. Dobré zkušenosti jsou s repasovanými počítači značek DELL, HP, Lenovo a dalšími.
Firma Microsoft vyvinula zvláštní licenční program zvaný Microsoft Authorized Refurbisher Program, který má umožnit snazší prodej repasovaných počítačů s legálním softwarem této firmy.
Tyto počítače nejsou vhodné pro hraní her, avšak na kancelářskou práci plně vyhovují. Především jde o problém stáří grafických karet, které již neposkytují dostatečný výkon.